# トリコモナス症

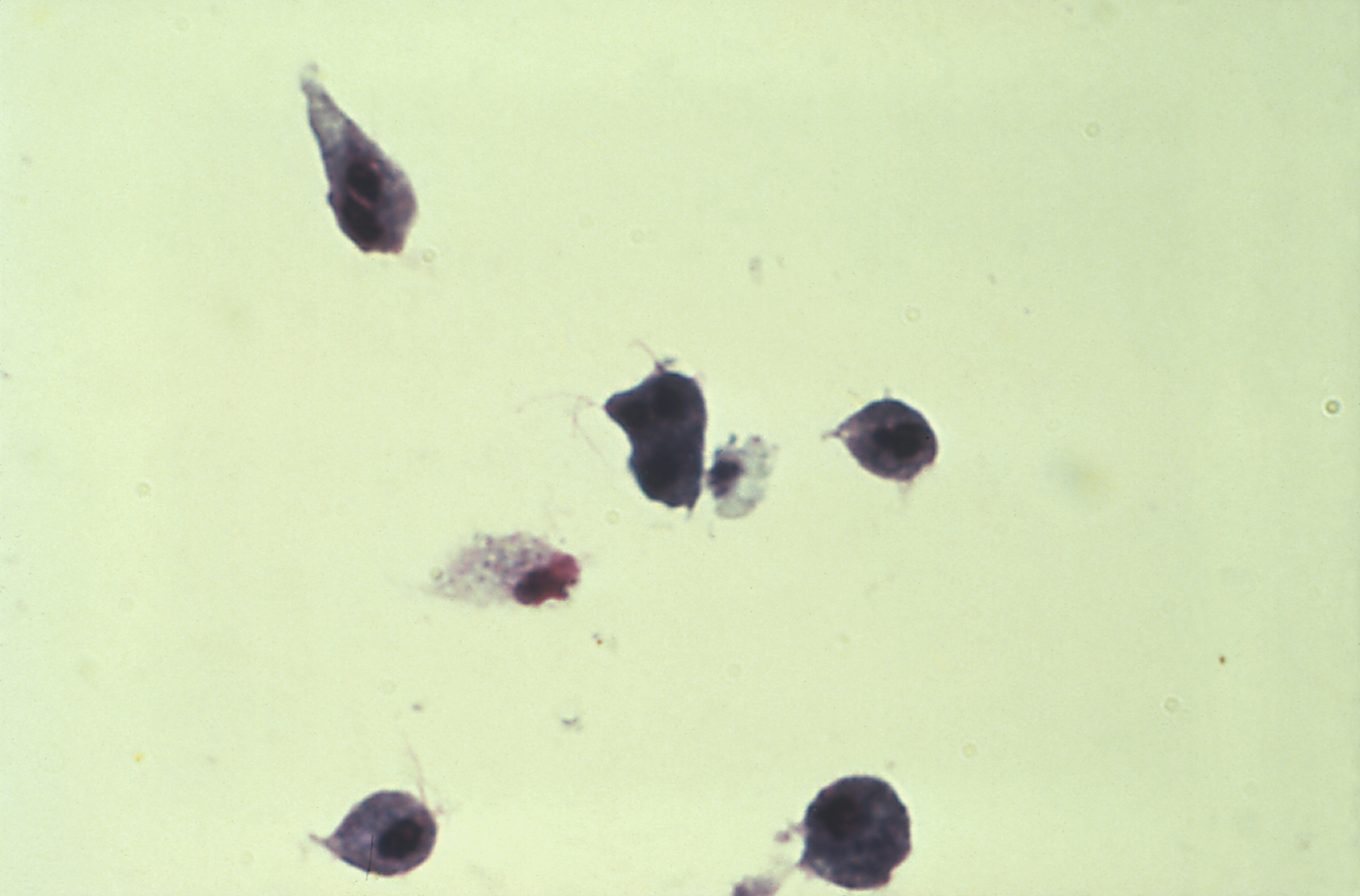
膣トリコモナス症の病原体、膣トリコモナス（Trichomonas vaginalis）のギムザ染色写真

トリコモナス症（トリコモナスしょう、英: Trichomoniasis）は、原生生物のトリコモナスを原因とする哺乳類や鳥類の感染症の総称である。ヒトでは通常性感染症(STD、STI)の一つ膣トリコモナス症（トリコモナス膣炎）を指すが、ほかにも大腸に感染し下痢を引き起こす腸トリコモナス症なども知られている。
日本では家畜伝染病予防法において届出伝染病に指定されている（対象は牛、水牛）。なお、日本獣医学会の提言で法令上の名称が「トリコモナス病」から「トリコモナス症」に変更された。
本項では主にヒトの膣トリコモナス症について述べる。

## 症状
- 膣炎・子宮頸管炎・尿道炎
- 悪臭を伴う、黄白色,または黄緑色の泡沫状の帯下
- 性交・排尿時の不快感、掻痒感、灼熱感
- 下腹部の痛み

通常は10日ほど潜伏期を経てこれらの症状が現れる。なお続発症としてヒト免疫不全ウイルス（HIV）への感染や未熟児の出産が増加するという指摘がある。
男性の場合にはたいてい無症状だが、ときどき尿道にかゆみを感じたり、排尿・射精時に軽い痛みを感じたりする人もいる。

## 感染
病原体は原生生物の膣トリコモナス（Trichomonas vaginalis・チツホネマクムシ）である。基本的には尿生殖路の感染症であり、最も多い感染部位は女性の尿道および膣である。感染は粘膜に留まり組織侵入性はない。男性の場合は排尿によって原虫が排除されてしまうことも多い。
この原虫はシストを生じず接触によって感染する。したがって、性交によってあたかも男性が媒介者のような役割を果たす、性感染症と考えられる。しかし必ずしも性行為を伴うわけではなく、下着やタオル、便座あるいは風呂をまたぐ際や、出産時に母から感染する可能性もある。日本では一般的に高温であるため問題ないと思われるが、共同浴場で感染する危険性も皆無ではない。

## 診断・治療
トリコモナス症は顕微鏡で病原原虫を観察することにより診断する。膣から綿棒で粘膜を採り、スライドグラス上に塗布しギムザ染色の後に検鏡する。男性の場合は尿沈渣や前立腺分泌物中に運動する虫体が検出される。
治療はメトロニダゾールなどの抗原虫薬を用いる。内服に加えて膣剤を併用する場合もある。性交渉による相互感染（ピンポン感染）が発生するので、パートナーと同時治療が必須である。

## 疫学・予防
日本では女性の5～10%、男性の1～2%が感染しているといわれている。
トリコモナス症の予防に関して十分な研究はなされていないが、コンドームの使用によりトリコモナス症の蔓延を多少は阻止できると考えられる。

## 獣医学
ウシではウシ胎仔トリコモナス(Tritrichomonas foetus)が原因となり、自然交配あるいは汚染精液による人工授精により伝播する。雌では子宮蓄膿症、子宮内膜炎、膣炎、頸管炎を起こし不妊症あるいは早期の流産を引き起こす。雄では陰茎、包皮粘膜に軽度の炎症を引き起こすことがあるが、多くは無症状である。治療は子宮洗浄の後、抗原虫剤を子宮内および膣に投与する。種雄牛が感染している場合は淘汰する。
鳥類ではハトトリコモナス（Trichomonas gallinae）およびシチメンチョウトリコモナス（Tetratrichomonas gallinarum）が原因となる。イヌやネコでは、腸トリコモナス（Pentatrichomonas hominis）が原因となる。